# Zeche Neue Aproche
Die Zeche Neue Aproche ist ein ehemaliges Steinkohlenbergwerk in Essen-Burgaltendorf. Die Zeche war auch unter den Namen Zeche Neue Approche und Zeche Neue Aprosche bekannt.

## Bergwerksgeschichte
Am 7. Januar des Jahres 1752 wurde ein Längenfeld neben der Zeche Alte Aproche verliehen. Nach der Verleihung wurde das Bergwerk in Betrieb genommen. In den Jahren 1754 bis 1769 war das Bergwerk in Betrieb. Am 8. Mai des Jahres 1764 wurde eine Erweiterung für das Längenfeld verliehen. Im Jahr 1775 war das Bergwerk noch in Betrieb, danach wurde das Bergwerk mehrere Jahre nicht mehr in den Unterlagen genannt. Im Jahr 1794 wurde das Bergwerk in der Niemeyerschen Karte eingetragen. Das Bergwerk hatte zu diesem Zeitpunkt zwei Stollen, die von den Ruhrauen bis westlich zur Burgruine Altendorf reichten. Im Oktober des Jahres 1820 kam es zur Vereinigung mit der Zeche Große Varstbank zur Zeche Große Varstbank & Neue Aproche. Am 19. Juli des Jahres 1825 war das vereinigte Feld abgebaut, aus diesem Grund wurde die Vereinigung wieder aufgelöst. Am 7. April des Jahres 1832 wurde ein kleines Längenfeld verliehen. Im Jahr 1842 wurde das Bergwerk in den Unterlagen nur genannt. Im Jahr 1848 war das Bergwerk nachweislich in Betrieb. Im Jahr 1855 konsolidierte die Zeche Neue Aproche unterhalb der Stollensohle zur Zeche Altendorf Tiefbau. Im Jahr 1872 war das Bergwerk zunächst noch in Betrieb, danach wurde das Bergwerk außer Betrieb genommen. Im Jahr 1876 wurde die Zeche Neue Aproche stillgelegt.

## Förderung und Belegschaft
Die ersten bekannten Belegschaftszahlen des Bergwerks stammen aus dem Jahr 1754, damals waren sechs Bergleute auf dem Bergwerk beschäftigt. Die ersten bekannten Förderzahlen des Bergwerks stammen aus dem Jahr 1867, damals wurde eine Förderung von 14 Tonnen Steinkohle erbrachten. Im Jahr 1869 wurden von 16 Bergleuten 5212 Tonnen Steinkohle gefördert. Die letzten bekannten Zahlen des Bergwerks stammen aus dem Jahr 1872, in diesem Jahr wurde eine Förderung von 1275 Tonnen Steinkohle erbracht.